# Сесар Луїс Менотті
Сесар Луїс Менотті (ісп. César Luis Menotti; 5 листопада 1938, Росаріо — 5 травня 2024) — аргентинський футболіст, що грав на позиції нападника. По завершенні ігрової кар'єри — футбольний тренер.
Як гравець у складі «Бока Хуніорс» виграв чемпіонат Аргентини. На посаді тренера допоміг «Барселоні» стати володарем Кубка та Суперкубка Іспанії, а національну збірну Аргентини привів до її першої перемоги на чемпіонаті світу.

## Клубна кар'єра
У дорослому футболі дебютував 1960 року виступами за команду клубу «Росаріо Сентраль», в якому провів чотири сезони, взявши участь у 86 матчах чемпіонату. Більшість часу, проведеного у складі «Росаріо Сентраль», був основним гравцем атакувальної ланки команди і одним з головних бомбардирів команди, маючи середню результативність на рівні 0,55 голу за гру першості.

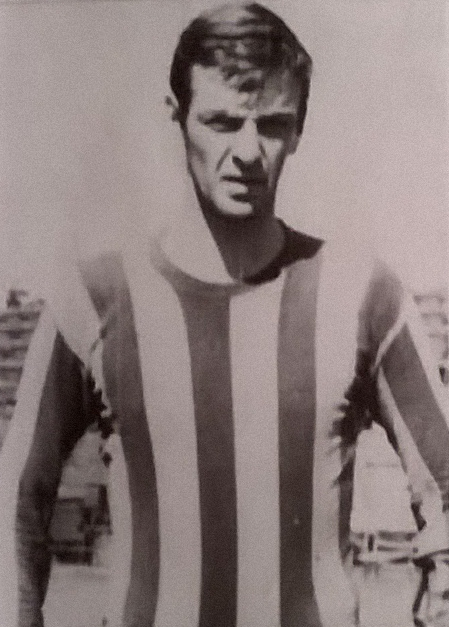
Менотті у формі «Росаріо Сентраль». 1963 рік.

Протягом 1964–1965 років захищав кольори команди клубу «Расинг» (Авельянеда).
Своєю грою за останню команду привернув увагу представників тренерського штабу клубу «Бока Хуніорс», до складу якого приєднався 1965 року. Відіграв за команду з Буенос-Айреса наступні два сезони своєї ігрової кар'єри. Основним гравцем команди не став, проте допоміг їй у 1965 стати чемпіоном Аргентини.
З 1967 по 1968 рік грав у складі американського «Нью-Йорк Дженералс», після чого став гравцем бразильського «Сантуса». В тому ж сезоні Менотті допоміг «рибам» виграти чемпіонат штату Сан-Паулу, який за відсутності загальнобразильського чемпіонату був головним змаганням в Бразилії для клубу.
Завершив професійну ігрову кар'єру в іншому бразильському клубі «Жувентус Сан-Паулу», за який виступав протягом 1969–1970 років.

## Виступи за збірну
1962 року дебютував в офіційних матчах у складі національної збірної Аргентини. Протягом кар'єри у національній команді, яка тривала усього 2 роки, провів у формі головної команди країни 7 матчів, забивши 1 гол.

## Кар'єра тренера

### Початок
По завершенні ігрової кар'єри Менотті зі своїм другом тренером Мігелем Хітано Хуаресом поїхав на Чемпіонат світу 1970 року в Мексику. Гра збірної Бразилії, веденої Пеле, колишнім партнером Сесара по «Сантусу», вразила Менотті, і він вирішив стати тренером.
Після недовгої роботи в «Ньюеллз Олд Бойз», Сесар Луїс Менотті прийняв «Уракан», з яким домігся першого серйозного успіху у своїй тренерській кар'єрі, перемігши в Чемпіонаті Аргентини 1973 року (Метрополітан).

### Збірна Аргентини
Досягнення молодого наставника не могли залишитися непоміченими з боку Аргентинської футбольної асоціації, яка запропонувала Менотті 1974 року змінити Владіслао Капа біля керма національної збірної країни.
Перший турнір для новоспеченого головного тренера «альбіселесте» склався невдало. Провідні клуби країни, «Рівер Плейт» та «Бока Хуніорс», заборонили викликати своїх гравців у збірну, і аргентинці не змогли подолати груповий раунд Кубка Америки 1975 року, поступившись першим місцем у групі заклятим суперникам з Бразилії.
При підготовці до домашнього Чемпіонату світу 1978 року перед Менотті стояло дуже складне завдання: збірна перебувала в глибокій кризі, в країні склалася складна політична обстановка, але уболівальники чекали перемоги збірної за будь-яку ціну. Визначаючи склад збірної та пам'ятаючи інцидент трирічної давності, тренер вирішив зробити ставку, переважно, на представників провінційних клубів з Санта-Фе та Кордови, а також декількох легіонерів.
Окремих гравців столичних клубів Менотті все ж вирішив включити до складу збірної. Екстравагантного воротаря Уго Гатті у воротах змінив більш надійний Убальдо Фільйоль з «Рівер Плейта», який у головній команді країни також представили Леопольдо Луці, Оскар Ортіс та Даніель Пассарелла. Ще один гравець цієї команди, Норберто Алонсо, був включений в заявку під тиском адмірала Карлоса Лакости, члена оргкомітету чемпіонату. При скороченні списку з 25 до 22 прізвищ серед трьох виключених виявився 17-річний Дієго Армандо Марадона.

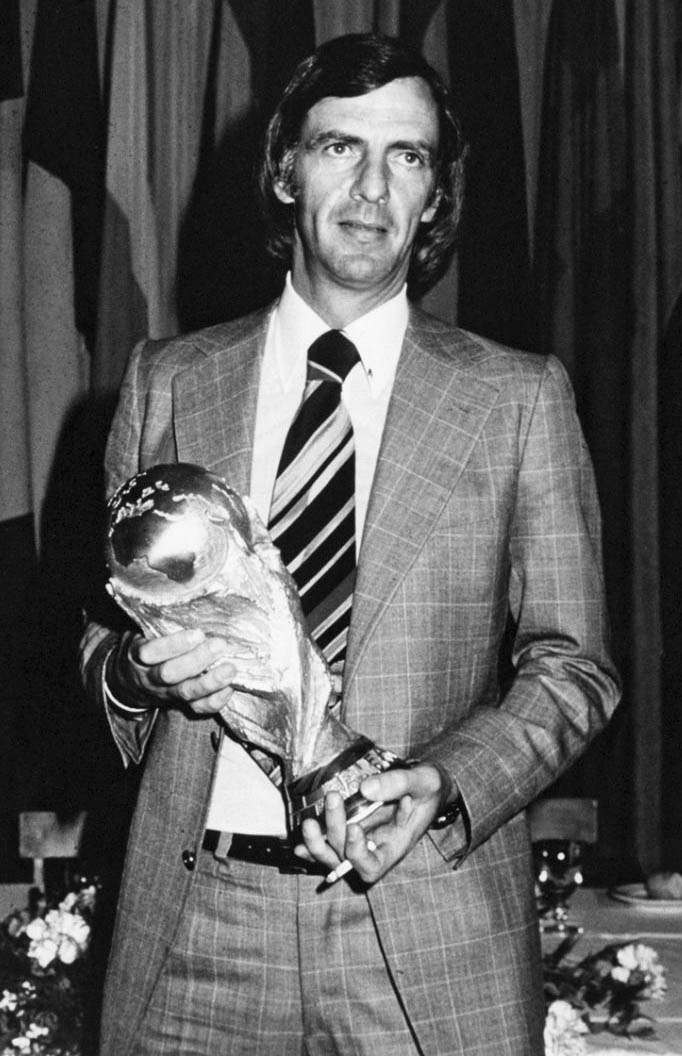
Менотті з Кубком світу 1978 року як головний тренер збірної Аргентини.

Збірна Аргентини з тріумфом виграла чемпіонат, завдяки перемозі у фіналі над голландцями в додатковий час. Футболісти тієї команди та тренер Менотті стали національними героями. Наприкінці 1978 при обговоренні нового контракту Менотті вдалося випросити у Аргентинської футбольної асоціації дуже вигідні фінансові умови.
1979 року Менотті проглянув на молодіжному чемпіонаті світу в Японії Дієго Марадону. Ведена ним збірна завоювала «золото». У тому ж році аргентинці в черговий раз провалилися на Кубку Америки, зайнявши в своїй групі останнє місце.
Підбираючи склад до Чемпіонату світу 1982 року, Менотті вирішив не змінювати чемпіонську захисну лінію та омолодив атаку Хуаном Барбасом, Рамоном Діасом, Хорхе Вальдано та Дієго Марадоною.
За кілька днів до початку мундіалю Аргентина капітулювала у Фолклендській війні, що підірвало моральних дух збірної, яка поступилася в стартовому матчі зберній Бельгії. Команда вийшла в наступний етап з другого місця в групі, і у другому груповому етапі зазнала два нищівних поразки від Італії та Бразилії.
1983 року постало питання про заміну головного тренера збірної. З кандидатур Карлоса Грігуоля, Омара Пасторіси та Карлоса Білардо Аргентинська футбольна асоціація обрала останнього.

### «Барселона»

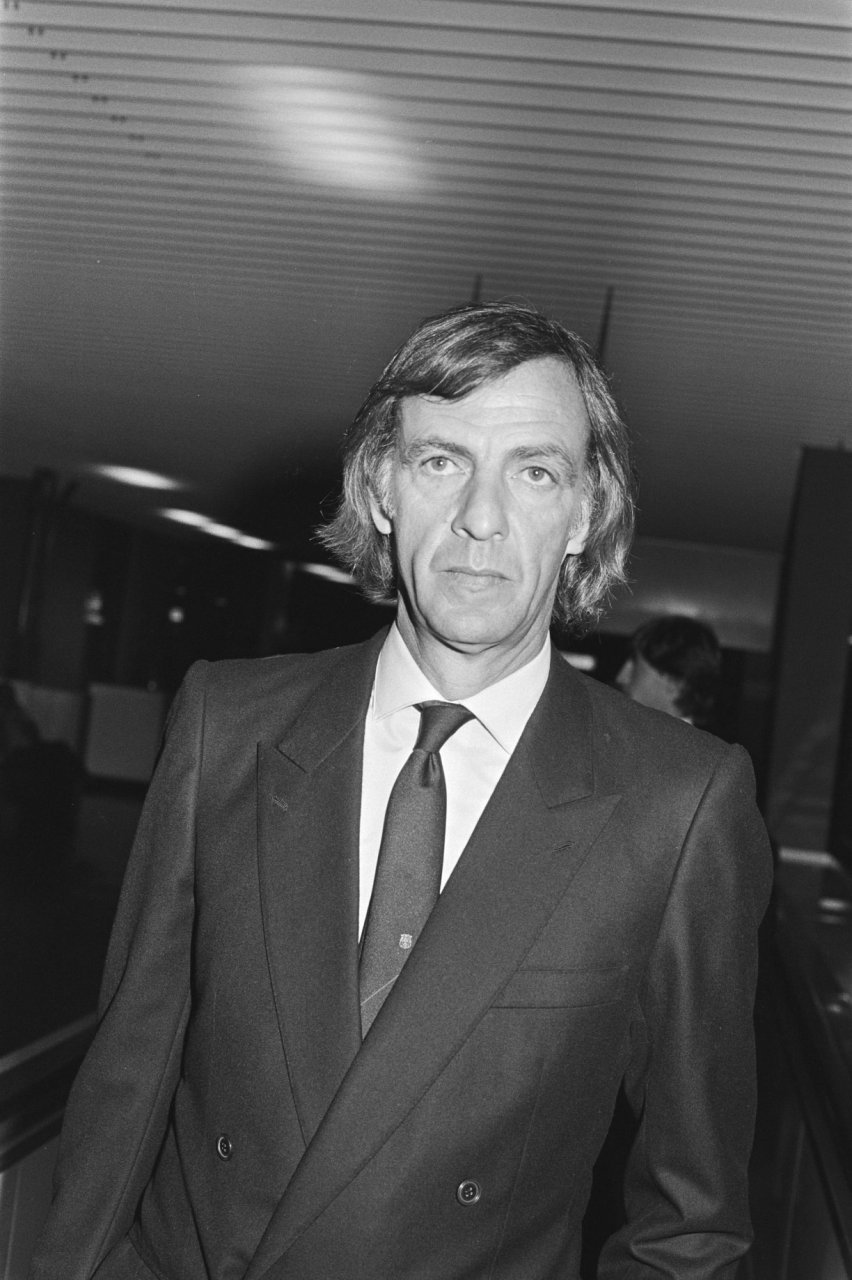
Менотті на чолі «Барселони». 1983 рік.

Після відходу зі збірної Менотті очолив іспанську «Барселону», де в той час виступав Дієго Марадона. Призначення Менноті повинно позитивно вплинути на команду, яка показала свій потенціал ще при Удо Латтеку.
Новий тренер «синьо-гранатових» мав намір на ділі випробувати свою знамениту систему «прикриття вільних зон», яка полягала у пресингу суперника за допомогою гравців захисту. У цей сезон «Барса» не виграла Лігу чемпіонів, однак взяла два інших трофеї: Кубок Іспанії та Кубок Ліги, подолавши на своєму шляху мадридський «Реал».
У наступному сезоні повинен був блищати легендарний дует Бернд Шустер — Дієго Армандо Марадона. Однак аргентинець отримав серйозну травму в матчі проти «Атлетика» після жорсткого зіткнення з центральним захисником басків Андоні Гойкоечеа. Що дивно, раніше, в сезоні 1981–82, цей же захисник травмував Шустера. У підсумку «Барса» виграла лише Суперкубок Іспанії, і Меноті вирішив покинути клуб, заявивши: «Моя мама померла, до Аргентини повернулася демократія, і я відчував, що повинен відправитися додому. Я пообідав з Нуньєсом, він мені дав порожній чек і сказав, що гравці хочуть, щоб я залишився. Я сказав, що нічого не хочу».

### Подальша кар'єра
З того часу він суміщав роботу тренера з читанням лекцій. Очолював «Боку Хуніорс», «Атлетіко», «Рівер Плейт», «Пеньяроль», збірну Мексики, «Індепендьєнте» (Авельянеда), «Сампдорію», «Росаріо Сентраль» та «Пуеблу», але ніде серйозного успіху не досягав.
Останнім, на цей момент, місцем його роботи став мексиканський «Естудіантес Текос», з якого Менотті пішов 6 січня 2008 після конфлікту з президентом клубу з приводу продажу Еммануеля Вільї в «Дербі Каунті».
Помер 5 травня 2024 року від важкої форми анемії, за якою він був госпіталізований до приватної лікарні в Буенос-Айресі 30 березня, у віці 85 років.

## Титули і досягнення

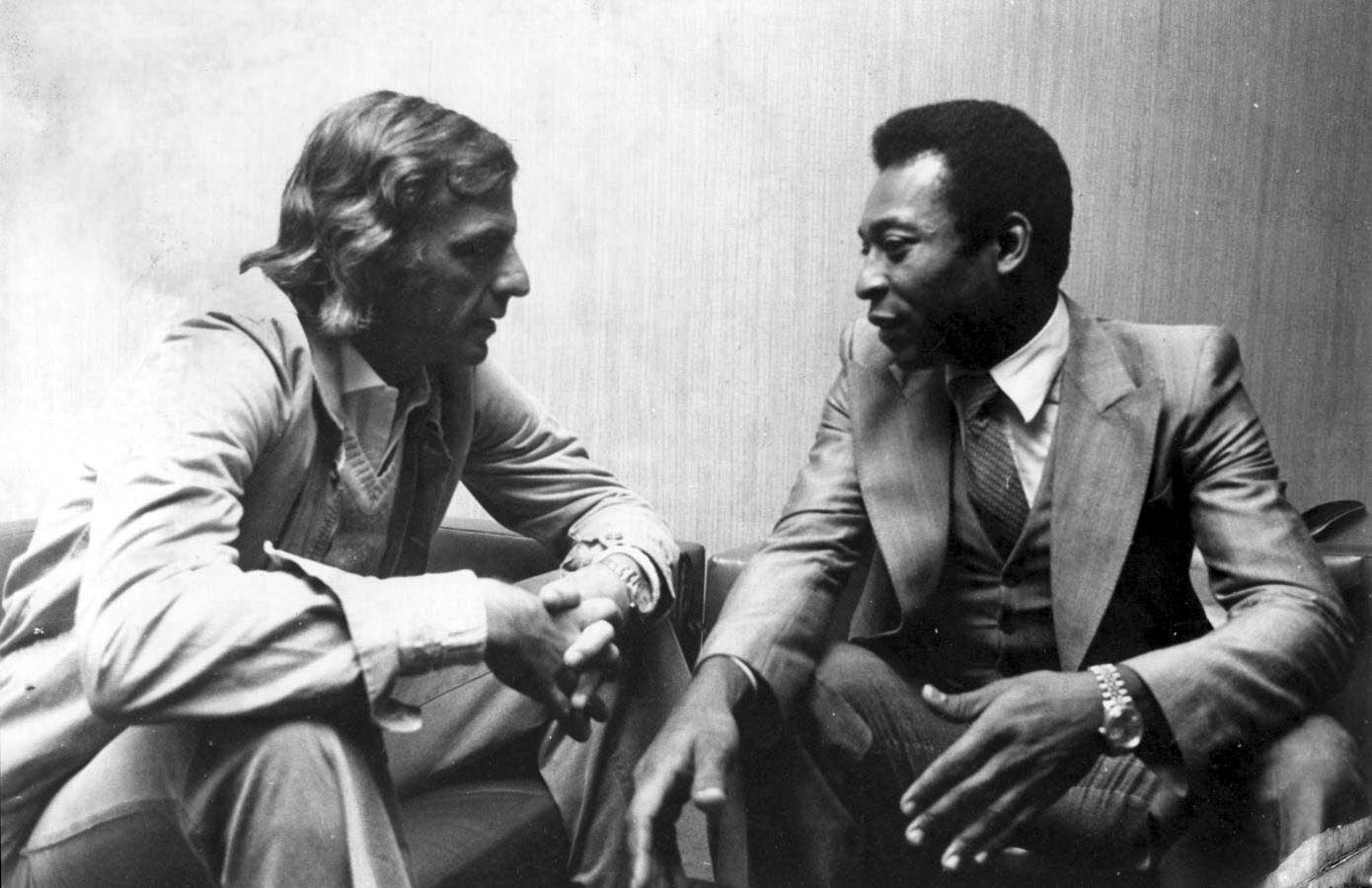
Менотті та Пеле. 1979 рік.

### Як гравця
- Чемпіон Аргентини (1):

«Бока Хуніорс»: 1965
- Чемпіон штату Сан-Паулу (1):

«Сантус»: 1968
- Бронзовий призер Чемпіонату Південної Америки: 1963

### Як тренера
- Чемпіон Аргентини (1):

«Уракан»: 1973 (Метрополітано)
- Володар Кубка Іспанії (1):

«Барселона»: 1982-83
- Володар Суперкубка Іспанії (1):

«Барселона»: 1983
- Володар Кубка іспанської ліги з футболу (1):

«Барселона»: 1983
Збірні
- Бронзовий призер Панамериканських ігор: 1975
- Чемпіон світу (1):

Аргентина: 1978
- Чемпіон світу (U-20): 1979

### Особисті
- Найкращий тренер в історії футболу — 22 місце (World Soccer)[11][12]